# Karl Kräutle
Karl Kräutle (* 5. März 1897 in Nasgenstadt bei Ehingen (Donau); † 22. November 1977) war ein deutscher Agrarpolitiker. Er war u. a. Präsident des Deutschen Landwirtschaftsrates (der Spitzenorganisation der Landwirtschaftskammern), Staatskommissar für die Preußische Hauptlandwirtschaftskammer und Reichshauptabteilungsleiter II im Reichsnährstand sowie deutscher Landwirtschaftsattaché in Bukarest und Madrid. Nach dem Zweiten Weltkrieg war er SPD-Politiker in Baden-Württemberg.

## Lebensweg
Karl Kräutle wurde am 5. März 1897 als Sohn eines Gutsbesitzers in Nasgenstadt an der Donau geboren. Er besuchte ein humanistisches Gymnasium in Ehingen an der Donau. Bei Ausbruch des Ersten Weltkriegs im Jahr 1914 meldete sich Kräutle mit nur 17 Jahren als Kriegsfreiwilliger beim Württembergischen Pionier-Bataillon 13 und leistet viereinhalb Jahre lang Militärdienst bei der Pioniertruppe an der deutschen Westfront. Er wurde zum Leutnant der Reserve und zum Führer einer Pionier-Kompagnie befördert. Als Kriegsauszeichnungen erhielt er das Eiserne Kreuz zweiter und erster Klasse sowie (am 28. Juni 1917) die Goldene Württembergische Militär-Verdienstmedaille.
Nach dem Kriege studierte er Landwirtschaft, besonders Tierzucht. Er erwarb auf der Landwirtschaftlichen Hochschule in Hohenheim den Abschluss eines Diplom-Landwirts. Anschließend studierte er in München Rechts- und Staatswissenschaften und erwarb in Tübingen den Doktortitel in Staatswissenschaften. Er war Mitglied der Landsmannschaft Württembergia Hohenheim und Landsmannschaft Hannovera auf dem Wels München. Er arbeitete vier Jahre lang als landwirtschaftlicher Sachverständiger. 1924/25 war Kräutle Landwirtschaftslehrer an der Landwirtschaftsschule in Ulm. Von 1925 bis 1928 war er als landwirtschaftlicher Mitarbeiter der Interessengemeinschaft Farbenindustrie AG (I.G. Farben) in Frankfurt/Main-Höchst, Leipzig, Kassel und Breslau tätig. 1929 bis 1931 war er Wissenschaftlicher Mitarbeiter der Landwirtschaftskammer für die (preußische) Provinz Sachsen zur besonderen Verwendung des Landwirtschaftskammer-Direktors in Halle an der Saale. Kräutle wurde Mitglied der Deutschnationalen Volkspartei (DNVP). Ab 1931 war Kräutle im Deutschen Landwirtschaftsrat in Berlin auf dem Gebiet des landwirtschaftlichen Absatz- und Organisationswesens tätig. 1933/34 war er Präsident des Deutschen Landwirtschaftsrates (der Zentrale der Deutschen Landwirtschaftskammern). Am 12. Mai 1933 setzte ihn der Reichsbauernführer Walther Darré zu seinem Stellvertreter in der Führung des Deutschen Landwirtschaftsrates ein. Am 3. Juli 1933 wurde Kräutle zum Staatskommissar für die Preußische Hauptlandwirtschaftskammer ernannt. Im Reichsnährstand wurde Kräutle Leiter der Reichshauptabteilung II (»Der Hof«). In diesem Amt löste ihn am 15. Februar 1934 Bernd Freiherr von Kanne ab.
Kräutle war Mitglied der SS (SS-Nummer 132.491) Am 20. April 1934 wurde Kräutle zum SS-Sturmführer befördert.
Der Reichsminister für Volksaufklärung und Propaganda Joseph Goebbels berief Kräutle im Oktober 1933 in den Verwaltungsrat des Werberats der deutschen Wirtschaft.
In den Jahren 1934/35 unternahm Karl Kräutle Studienreisen in Italien und Ungarn.
Am 20. Mai 1935 heiratete Karl Kräutle eine Sekretärin seines Vorgesetzten Walther Darré.
Am 15. Juni 1937 beantragte Kräutle die Aufnahme in die NSDAP und wurde rückwirkend zum 1. Mai desselben Jahres aufgenommen (Mitgliedsnummer 5.384.242).
Kräutle wurde Präsident des (1885 gegründeten) Seefischervereins.
Von 1938 bis 1943 war Kräutle Landwirtschaftlicher Sachverständiger bzw. Landwirtschafts-Attaché bei den deutschen Auslandsvertretungen in Bukarest und Madrid. Er ging 1938 als „Sonderbeauftragter des Reichsbauernführers für Südosteuropa“ und landwirtschaftlicher Attaché an die deutsche Gesandtschaft in Rumäniens Hauptstadt Bukarest.
Am 30. Januar 1939 wurde Kräutle zum SS-Sturmbannführer befördert.
Offenkundig war Kräutle in Rumänien in den Putsch-Versuch der faschistischen und antisemitischen Eisernen Garde gegen den rumänischen König Carol II. am 3. September 1940 verwickelt: In seinem „Bericht an den Herrn Reichsaußenminister betreffend Beteiligung Reichsdeutscher an dem Umsturzversuch der Legionäre“ vom 26. Februar 1941 nennt der deutsche Gesandte in Rumänien, Manfred von Killinger, folgende Namen:
- Vertreter des SD, SS-Führer v. Bolschwing,
- Kriminalrat SS-Führer Geissler,
- SS-Führer [Hans] Koenen und Waschinowski,
- Landwirtschaftsattaché SS-Führer Kräutle,
- SS-Führer Graf Meran [Legationsrat Dr. Karl Graf von Meran],
- SS-Führer [Gerd] Wenzel von der Wirtschaftsabteilung der Gesandtschaft.[17]

Der rumänischen Ministerpräsident und Generalstabschef des Heeres, Ion Antonescu, verlangte nach Niederschlagung des Aufstands der Eisernen Garde, „im Interesse der inneren Ruhe in meinem Lande wie auch für eine gesunde Verteidigung unserer gemeinsamen Interessen“ elf namentlich genannte Personen aus Rumänien nach Deutschland zu verbringen. Auf dieser Liste Antonescus, die von Killinger am 1. März 1941 übermittelte, stand auch der Landwirtschaftsattaché Karl Kräutle.
Offenbar war Kräutle anschließend (wohl von 1941 bis 1943) Landwirtschaftsattaché an der deutschen Gesandtschaft in Spaniens Hauptstadt Madrid.
Von 1943 bis 1945 leistete Kräutle Wehrdienst und geriet in Norwegen in alliierte Kriegsgefangenschaft.
Nach seiner Entlassung aus der Gefangenschaft 1948 übte er eine freiberufliche, selbständige Tätigkeit aus. Kräutle, ehemals Mitglied der DNVP und dann der NSDAP, wurde Mitglied der Sozialdemokratischen Partei Deutschlands (SPD).
Nach der Bildung des neuen Südweststaats (des heutigen Bundeslandes Baden-Württemberg) kandidierte Dr. Karl Kräutle (SPD) erfolglos bei der Wahl zur (Landes-)Verfassungsgebenden Versammlung am 9. März 1952, die zugleich (bis 1956) der erste Landtag von Baden-Württemberg war.
Bei der Wahl zum dritten Deutschen Bundestag am 15. September 1957 kandidierte Dr. Karl Kräutle erfolglos für die SPD im Wahlkreis Biberach.

## Veröffentlichungen
- Karl Kräutle, „Die Arbeit der Reichshauptabteilung II für die bodenständige Bauernwirtschaft“, in: Nationalsozialistische Monatshefte. Zentrale politische und kulturelle Zeitschrift der NSDAP / Heft 48, März, 5. Jahrgang 1934, https://www.zvab.com/erstausgabe/Nationalsozialistische-Monatshefte-Zentrale-politische-kulturelle-Zeitschrift/22908836204/bd
- Karl Kräutle / Heinrich Schäfer (Hg.), Die Rumänische Landwirtschaft – deutsch-rumänische Gemeinschaftsarbeit, Reichsnährstandsverlag, Prag 1942, 135 S., Berichte über Landwirtschaft, Sonderheft; N.F., 154

## Fotos
- Landesarchiv Baden-Württemberg, Hauptstaatsarchiv Stuttgart, M 709 Nr. 862, https://www.leo-bw.de/en_US/web/guest/detail-gis/-/Detail/details/DOKUMENT/labw_findmittel_06/labw-1-406438/Kr%C3%A4utle+Karl+Dr+Bild+2
- Das Deutsche Führerlexikon 1934–1935, Verlagsanstalt Otto Stollberg, 1934, S. 254, https://archive.org/details/DasDeutscheFhrerlexikon19341935OCR/page/n257/mode/2up